# Huis met het Stoepie
Het Huis met het Stoepie is een monumentaal herenhuis in de Nederlandse stad Assen.

## Geschiedenis
Het huis werd in 1819 gebouwd aan de noordzijde van de Vaart, in opdracht van mr. Wolter Hendrik Hofstede (1783-1850), inspecteur der veenderijen en later lid van de Tweede Kamer der Staten-Generaal. Het was lange tijd het laatste huis vanuit het centrum aan deze kant van de Vaart. Het pand werd in 1903 verbouwd, waarbij het de entree met verhoogde middenpartij in art niveau kreeg. Het wordt in de volksmond Huis met het Stoepie genoemd.

## Beschrijving
Het huis is opgetrokken vanuit een rechthoekig plattegrond onder een afgeknot schilddak met Hollandse pannen. Het is van oorsprong verdiepingloos en daarmee een huis van het Asser type. De symmetrische voorgevel is vijf traveeën breed. In het midden een opgaande partij, met drie rechtgesloten vensters in een dakkapel op de in 1903 aangebrachte verdieping. Een hardstenen stoep leidt naar een portiek met omlijsting in art nouveau, voorzien van een sluitsteen in de ellipsboogvormige afsluiting. De deur is geplaatst in het linkerdeel van het portiek, het rechterdeel is bekleed met een tegeltableau van in reliëf uitgevoerde, gestileerde plantenmotieven. Rondom het souterrain staat aan straatzijde een smeedijzeren hek tussen gietijzeren balusters.

### Monumentenstatus
Het huis werd in 1994 als rijksmonument opgenomen in het monumentenregister vanwege de "architectuurhistorische waarde als voorbeeld van representatieve woonhuisarchitectuur, waarin bijzondere, vroeg-twintigste-eeuwse elementen zijn geïntegreerd in de veel oudere hoofdvorm. Het beeldbepalende pand maakt deel uit van de waardevolle, voornamelijk negentiende-eeuwse en vroeg-twintigste-eeuwse bebouwing aan de Vaart, die behoort tot het beschermde stadsgezicht. Het heeft derhalve ook grote ensemblewaarde."